# Epiphyllum hookeri subsp. guatemalense
Epiphyllum hookeri subsp. guatemalense ist eine Unterart der Pflanzenart Epiphyllum hookeri in der Gattung Epiphyllum aus der Familie der Kakteengewächse (Cactaceae). Das Epitheton guatemalense verweist auf das Vorkommen der Unterart in Guatemala.

## Beschreibung
Epiphyllum hookeri subsp. guatemalense wächst buschig mit steifen, übergebogenen bis hängenden Trieben. Die Triebe sind an der Basis drehrund und dann auf 50 Zentimetern (und mehr) dreikantig. Der sich daran anschließende Teil ist abgeflacht, bis 75 Zentimeter (und mehr) lang und 6 bis 9 Zentimeter breit. Die Areolen stehen bis zu 5 Zentimeter voneinander entfernt.
Die stieltellerförmigen weißen Blüten sind 20 bis 26 Zentimeter lang und erreichen Durchmesser von 20 bis 23 Zentimeter. Ihre Blütenröhre ist gerade bis stark gebogen. Die ellipsoiden bis eiförmigen, mehr oder weniger purpurroten, glatten Früchte werden bei einem Durchmesser von 3,5 Zentimetern bis 8 Zentimeter lang.

## Verbreitung und Systematik
Epiphyllum hookeri subsp. guatemalense ist in Mexiko und Guatemala in Höhenlagen von 120 bis 1200 Metern verbreitet.
Die Erstbeschreibung wurde 1913 von Nathaniel Lord Britton und Joseph Nelson Rose veröffentlicht. Ralf Bauer stellte die Art 2003 als Unterart zur Art Epiphyllum hookeri. Weitere nomenklatorische Synonyme sind Phyllocactus guatemalensis (Britton & Rose) Vaupel (1913), Epiphyllum phyllanthus var. guatemalense (Britton & Rose) Kimnach (1964) und Epiphyllum phyllanthus subsp. guatemalense (Britton & Rose) U.Guzmán (2003).

## Nachweise